# Pasquale Santoro
Pour les articles homonymes, voir Santoro.
Pasquale Santoro, né le 28 janvier 1974 à Salerne en Campanie, est un coureur cycliste italien. Professionnel à la fin des années 1990, il a notamment remporté une étape du Tour de Normandie. Il est également devenu vice-champion du monde juniors en 1992 et vice-champion d'Italie espoirs en 1996.

## Palmarès
- 1991
  - 2e du Grand Prix Rüebliland
- 1992
  - 2e du Trofeo Emilio Paganessi
  -  Médaillé d'argent du championnat du monde sur route juniors
- 1995
  - Coppa Ricami e Confezioni Pistoiesi
- 1996
  - Trophée Mauro Pizzoli
  - Gran Premio Chianti Castello Guicciardini
  - 2e du Grand Prix de la ville d'Empoli
  - 2e du championnat d'Italie sur route espoirs
- 1997
  - Gran Premio Gelati Sanson
  - 2e du Grand Prix de la Tomate
  - 3e du Trophée Adolfo Leoni
  - 3e de la Medaglia d'Oro Ottavio Bottecchia
- 1999
  - 5e étape du Tour de Normandie